# Verbascum lachnopus
Verbascum lachnopus är en flenörtsväxtart som beskrevs av Hub.-mor.. Verbascum lachnopus ingår i släktet kungsljus, och familjen flenörtsväxter. Inga underarter finns listade i Catalogue of Life.